# Dorothee Wenner

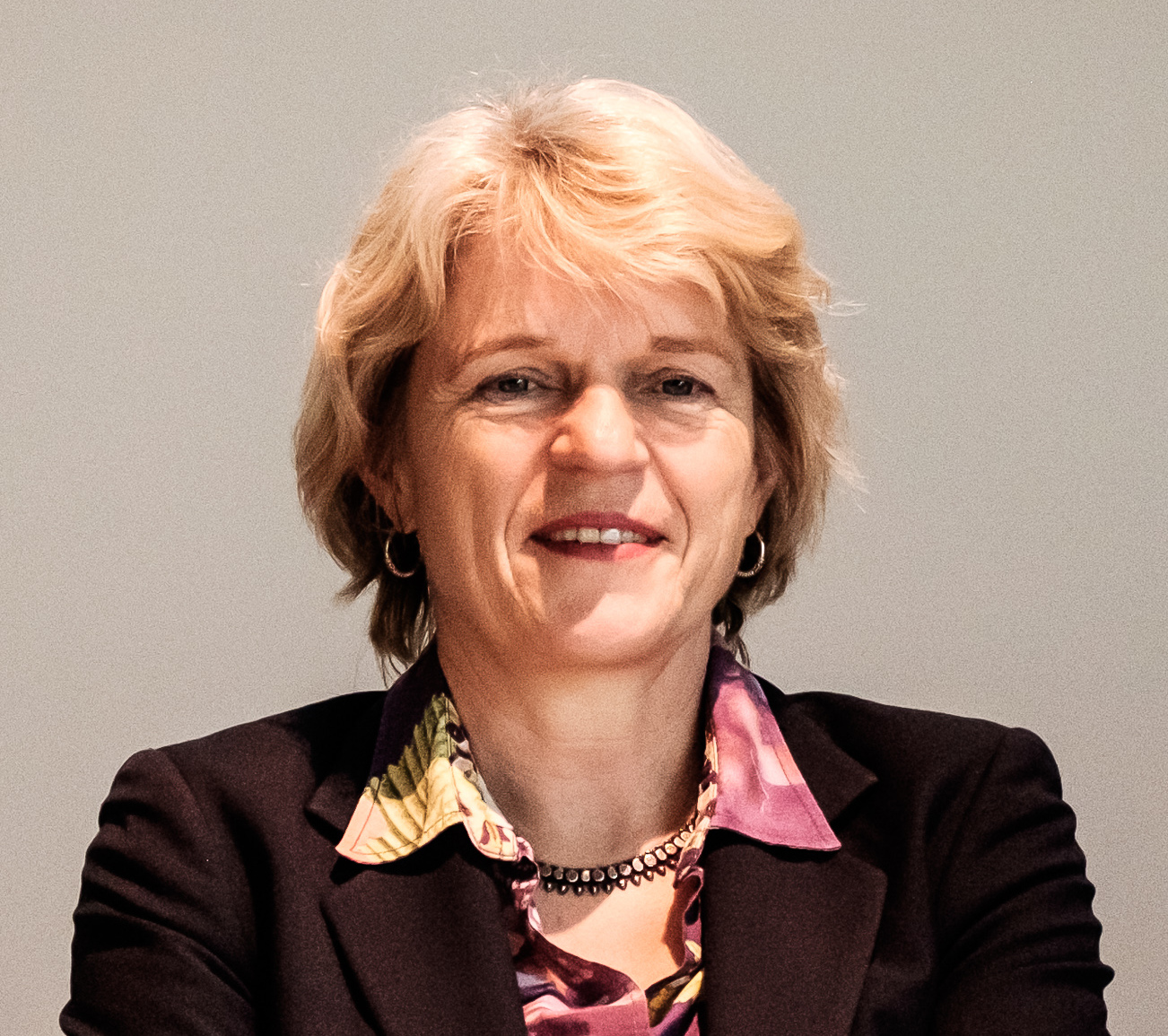
Dorothee Wenner (2016)

Dorothee Wenner (* 1961 in Stockum) ist eine deutsche Filmproduzentin, Filmregisseurin, Kuratorin und Journalistin.

## Leben und Wirken
Wenner studierte Germanistik und Geschichte an der Universität Hamburg und begann 1985 ihre Laufbahn als freischaffende Journalistin, Autorin und Filmemacherin. Seit 1990 ist sie Mitglied des Auswahlkomitees des Internationalen Forums des Jungen Film sowie Sonderbeauftragte für Indien und Subsahara-Afrika für die Internationalen Filmfestspiele Berlin. 2004 erhielt Wenner den Gisela-Bonn-Preis. 2005 wurde sie Jury-Mitglied des African Movie Academy Award in Lagos, Nigeria. 2007 und 2008 leitete sie den Talent-Campus der Berlinale. 2009 verstärkte sie das Team des Dubai International Film Festivals. Dorothee Wenner war als Kuratorin u. a. für das Theater Hebbel am Ufer, für das Kino Arsenal in Berlin sowie im Auftrag des Goethe-Instituts Johannesburg tätig. Seit 2020 arbeitet sie als Beraterin für Film und Kino im Humboldt Forum.

## Filme
- 1988: Hollywood Killed Me (Regie und Produktion)
- 2002: Unser Ausland (Regie)
- 2006: Shanti Plus (Regie und Drehbuch)
- 2008: Peace Mission (Regie und Drehbuch)
- 2012/2013: Drama Consult (Regie und Drehbuch)
- 2017: Kinshasa Collection (Regie, Drehbuch und Darstellerin)